# 原起寺
36°21′12″N 113°25′33″E / 36.35333°N 113.42583°E
原起寺位于中国山西省长治市潞城区黄牛蹄乡辛安村东北浊漳河西岸的凤凰山顶，毗邻平顺县的平顺大云院和天台庵，是一处全国重点文物保护单位。

## 历史
原起寺始建于唐天宝六年（747年）。

## 建筑
原起寺所在的山顶区域面积狭窄，规模不大，坐北朝南，南北长22.3米，东西宽32.7米，占地729平方米。
现存建筑有享亭、大雄宝殿、配殿、青龙宝塔（大圣宝塔），其中大雄宝殿和宝塔为宋代建筑，余为明清建筑。
大雄宝殿面阔三间，进深四椽，单檐歇山顶，形制极为朴拙，斗拱简洁。东配殿三间，悬山顶。
青龙宝塔位于大雄宝殿西侧，建于北宋元祐二年（1087年），是密檐式砖塔，八角七层，高17米。塔身层层出檐，檐下密布精巧复杂的砖雕仿木斗拱，富于装饰性。顶端高耸宝瓶式塔刹，八角皆有铁人牵铁索拖拽加固。

## 保护
2001年6月25日，原起寺公布为第五批全国重点文物保护单位，古建筑类，编号5-276，年代为宋。